# Пустынная бурозубка
Пустынная бурозубка, или гигантская пустынная бурозубка (лат. Megasorex gigas), — млекопитающее из подсемейства бурозубочьих семейства землеройковых, эндемик Мексики. Единственный вид рода пустынных бурозубок (Megasorex).

## Описание
Мексиканская землеройка первые описана в 1897 году американским зоологом Клинтоном Хартом Мерриемом. Имеет небольшой размер, длина головы и тела от 81 до 87 мм, длина хвоста от 38 до 50 мм, длина стопы от 15.7 до 16 мм, длина ушей от 8 до 11 мм, вес до 11.7 г.
Череп большой и крепкий, с круглой черепной коробкой, 28 зубов, зубной ряд не пигментирован. 
Мех короткий, цвет варьируются от темно-коричневого до серовато-коричневого, усыпанных серебристыми волосками, брюшные части немного светлее, зимой мех становится длиннее, более развиты у самцов. Морда длинная и заостренная, глаза маленькие. Уши большие, слух хорошо развит, хвост составляет около трети длины головы и тела, немного тёмный сверху, снизу белее.

## Среда обитания
Обитает в лиственных и вечнозеленых тропических лесах, кустарниках и кофейных плантациях на высоте до 1800 метров, рядом с водоёмами, наблюдается под скальными скоплениями и срубленными бревнами. Этот вид широко распространен на юго-западе Мексики, в штатах Наярит, Халиско, Колима, Мичоакан, Герреро и Оахака. Питается мелкими беспозвоночными. Учитывая обширный ареал, присутствие на нескольких ООПТ и устойчивость к изменениям окружающей среды, МСОП классифицирует мексиканскую землеройку как вид с минимальным риском (LC).